# Cartografia di Teti

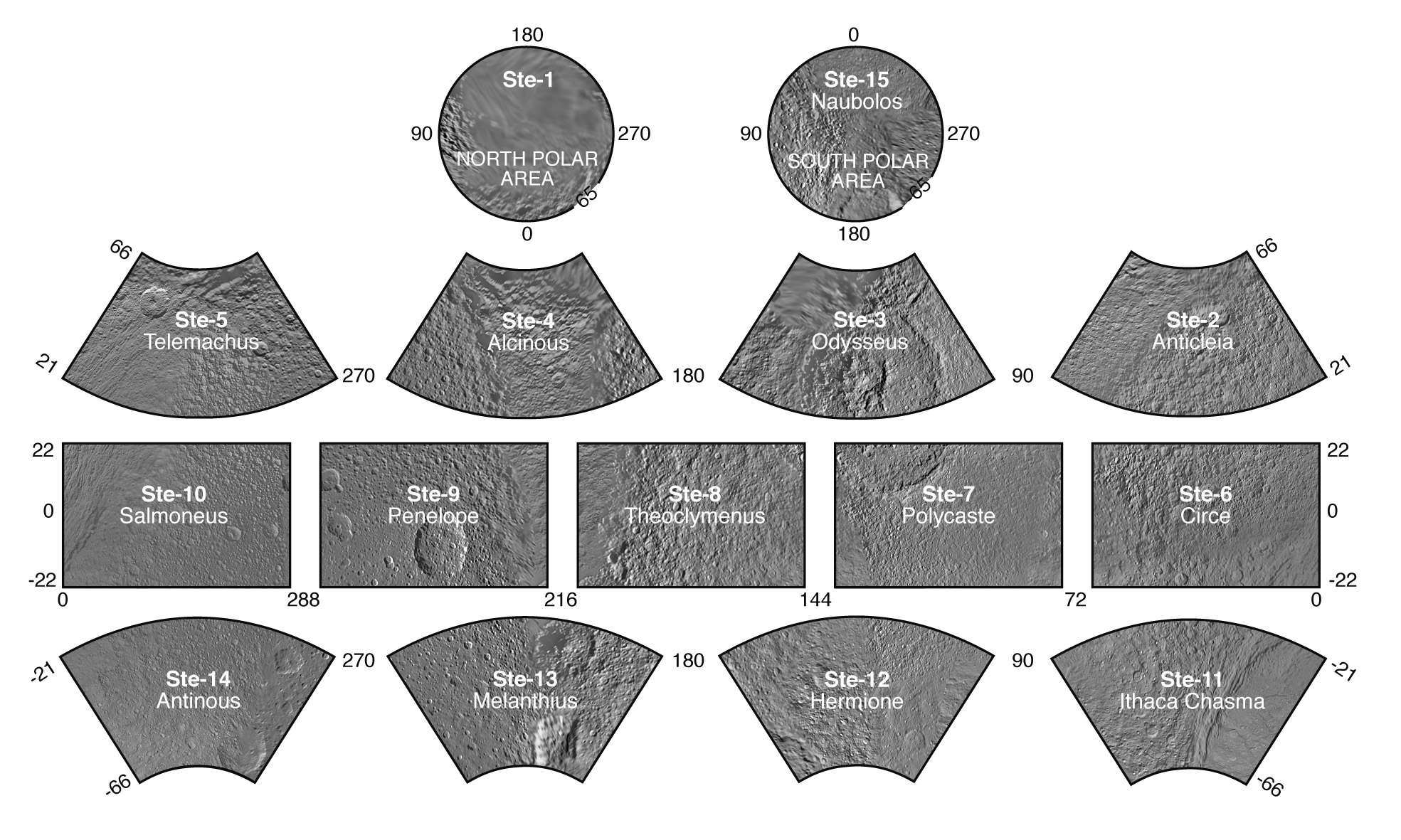
Le maglie di Teti.

Per la cartografia di Teti, l'Unione Astronomica Internazionale ha convenzionalmente suddiviso la superficie del satellite secondo un reticolato, adatto ad una rappresentazione in scala 1:1.000.000, che definisce 15 maglie.
La cartografia è il risultato dell'elaborazione di 258 immagini di dettaglio, ottenute tra il 2004 e il 2007 durante i sorvoli ravvicinati compiuti dalla sonda Cassini, con precedenti immagini a minor definizione ottenute con telescopi spaziali e durante le missioni del Programma Voyager.
Alle maglie del reticolato è stato assegnato un codice di tipo Ste-n, dove Ste è l'acronimo di Saturno e Teti mentre n è il sequenziale assegnato alla maglia all'interno del reticolato. La numerazione delle maglie avviene da nord verso sud e da est verso ovest. Le maglie circumpolari sono di forma circolare. Ad ogni maglia, eccetto Ste-1, è stato inoltre assegnato un nome ripreso da un elemento topografico di rilievo che si trova nella maglia.
Le dimensioni delle maglie differiscono per numero di gradi di longitudine e latitudine coperti. Inoltre lungo i confini latitudinali le maglie si sovrappongono per 1 grado.
Complessivamente sono state definite cinque fasce di maglie. La prima, posta a cavallo dell'equatore, si estende tra i 22° S e i 22° N ed è suddivisa in cinque maglie di 72° di longitudine ciascuna. La seconda e la terza si estendono tra i 21° N/S e i 66° N/S e sono suddivise in quattro maglie di 90° di longitudine ciascuna. Per tutte queste fasce si è adottato come meridiano convenzionale per l'avvio della suddivisione in maglie quello posto a 0° E. Ciascuna delle altre fasce, che si estende oltre i 65° N/S, è composta dalla sola maglia circumpolare.

## Schema d'insieme
Il seguente schema illustra le posizioni relative delle maglie:
| Maglia Ste-1            |                         |                         |                         |                         |                          |                          |                          |                           |                           |                           |                           |                        |                        |                        |                                |                                |                                |                                |                                |
| Ste-5 Maglia Telemachus | Ste-5 Maglia Telemachus | Ste-5 Maglia Telemachus | Ste-5 Maglia Telemachus | Ste-5 Maglia Telemachus | Ste4 Maglia Alcinous     | Ste4 Maglia Alcinous     | Ste4 Maglia Alcinous     | Ste4 Maglia Alcinous      | Ste4 Maglia Alcinous      | Ste-3 Maglia Odysseus     | Ste-3 Maglia Odysseus     | Ste-3 Maglia Odysseus  | Ste-3 Maglia Odysseus  | Ste-3 Maglia Odysseus  | Ste-2 Maglia Anticleia         | Ste-2 Maglia Anticleia         | Ste-2 Maglia Anticleia         | Ste-2 Maglia Anticleia         | Ste-2 Maglia Anticleia         |
| Ste-10 Maglia Salmoneus | Ste-10 Maglia Salmoneus | Ste-10 Maglia Salmoneus | Ste-10 Maglia Salmoneus | Ste-9 Maglia Penelope   | Ste-9 Maglia Penelope    | Ste-9 Maglia Penelope    | Ste-9 Maglia Penelope    | Ste-8 Maglia Theoclymenus | Ste-8 Maglia Theoclymenus | Ste-8 Maglia Theoclymenus | Ste-8 Maglia Theoclymenus | Ste-7 Maglia Polycaste | Ste-7 Maglia Polycaste | Ste-7 Maglia Polycaste | Ste-7 Maglia Polycaste         | Ste-6 Maglia Circe             | Ste-6 Maglia Circe             | Ste-6 Maglia Circe             | Ste-6 Maglia Circe             |
| Ste-14 Maglia Antinuous | Ste-14 Maglia Antinuous | Ste-14 Maglia Antinuous | Ste-14 Maglia Antinuous | Ste-14 Maglia Antinuous | Ste-13 Maglia Melanthius | Ste-13 Maglia Melanthius | Ste-13 Maglia Melanthius | Ste-13 Maglia Melanthius  | Ste-13 Maglia Melanthius  | Ste-12 Maglia Hermione    | Ste-12 Maglia Hermione    | Ste-12 Maglia Hermione | Ste-12 Maglia Hermione | Ste-12 Maglia Hermione | Ste-11 Maglia di Ithaca Chasma | Ste-11 Maglia di Ithaca Chasma | Ste-11 Maglia di Ithaca Chasma | Ste-11 Maglia di Ithaca Chasma | Ste-11 Maglia di Ithaca Chasma |
| Ste-15 Maglia Naubolos  |                         |                         |                         |                         |                          |                          |                          |                           |                           |                           |                           |                        |                        |                        |                                |                                |                                |                                |                                |